# Bill McDermott

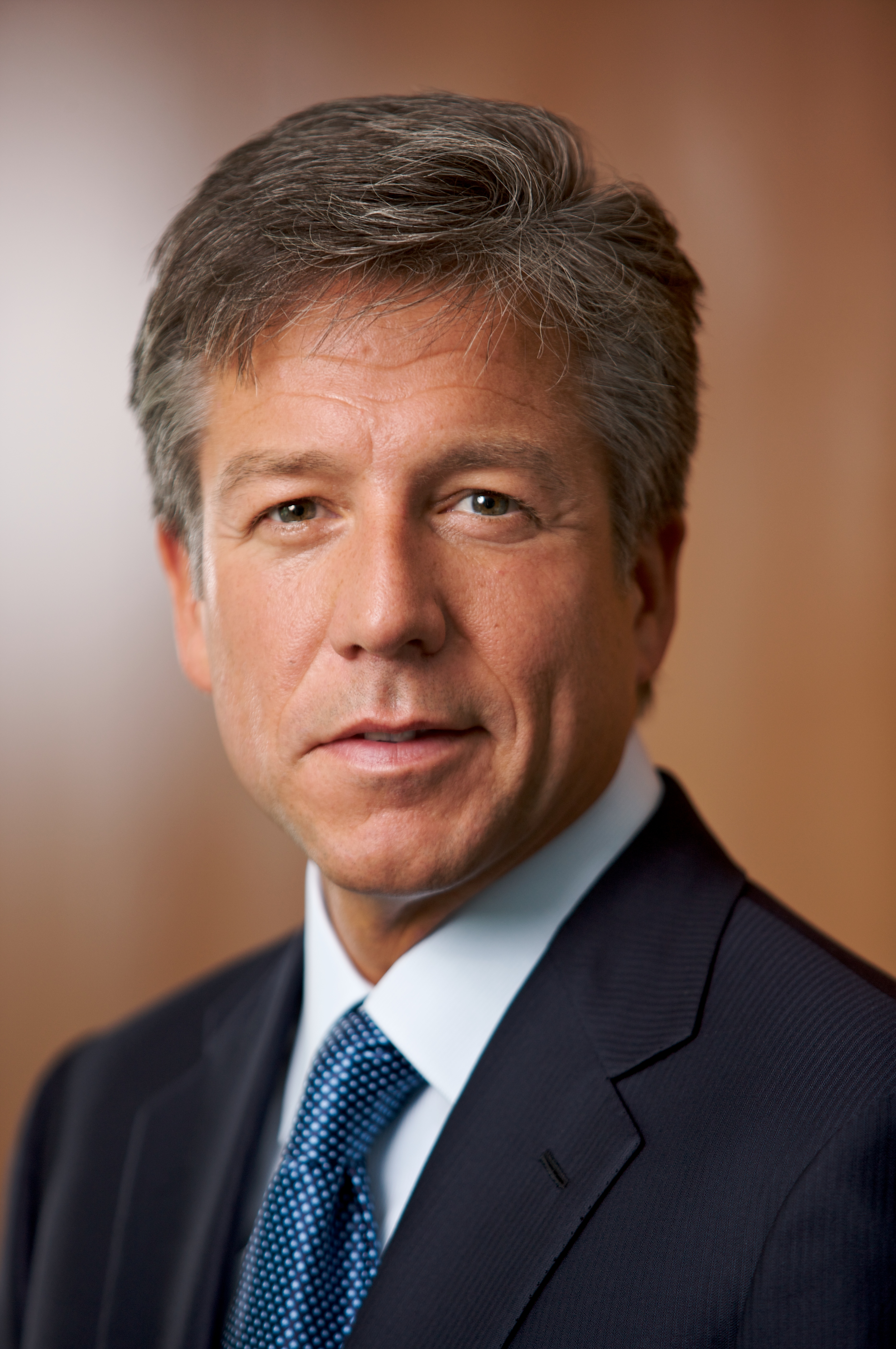
Bill McDermott (2008)

William Richard „Bill“ McDermott (* 18. August 1961 in New York City) ist ein US-amerikanischer Manager. Er war von Februar 2010 bis Oktober 2019 Vorstandsvorsitzender der SAP SE.

## Karriere
Bill McDermott machte einen Bachelor in Betriebswirtschaftslehre am Dowling College auf Long Island, New York. Er erwarb seinen Master of Business Administration an der J. L. Kellogg Graduate School of Management der Northwestern University im US-Bundesstaat Illinois und nahm am Executive Development Programm der University of Pennsylvania’s Wharton School of Management teil.
Nachdem er während Schule und Studium sein eigenes kleines Unternehmen, ein lokales Delikatessengeschäft, aufgebaut und nach seinem damit finanzierten Collegeabschluss mit einem Wechsel über 7000 $ verkauft hatte, arbeitete McDermott 17 Jahre im Verkauf der Xerox Corporation, wo er zum jüngsten Corporate Officer und Geschäftsbereichsleiter aufstieg. Sein Geschäftsbereich erhielt unter seiner Leitung den Malcolm Baldrige National Quality Award, der jährlich vom Präsidenten der Vereinigten Staaten verliehen wird.
Anschließend war McDermott als Präsident beim Marktforschungsunternehmen Gartner Inc. und danach als Executive Vice President des weltweiten Vertriebs beim Softwarehersteller Siebel Systems tätig.
2002 wurde Bill McDermott CEO von SAP America. Im Delaware County leitete er zunächst die Geschäfte der SAP in den Regionen Amerika (USA, Kanada und Lateinamerika) und Asien-Pazifik. 2008 kam McDermott als Leiter des weltweiten Vertriebs in den Vorstand der SAP. Ab Februar 2010 war er zusammen mit Jim Hagemann Snabe Co-CEO der SAP AG. 
Im November 2010 wurde McDermott vom Magazin Computer Reseller News im Rahmen der jährlichen Auszeichnung der 100 besten IT-Führungspersönlichkeiten unter den „25 einflussreichsten Führungskräften des Jahres 2010“ gelistet. Zudem wurde McDermott von der Zeitschrift Irish America für seine hervorragende Führungsleistung in die Liste „Business 100“ des Jahres 2010 aufgenommen.
Seit Mai 2014 war er, nach Snabes Wechsel in den Aufsichtsrat der SAP SE, alleiniger CEO. 2016 wurde McDermott vom Handelsblatt zum Manager des Jahres gekürt. Am 11. Oktober 2019 wurde sein Rücktritt als CEO der SAP SE mit sofortiger Wirkung bekannt. Als seine Nachfolger wurden gleichzeitig Jennifer Morgan und Christian Klein bestätigt. Am 22. Oktober 2019 teilte die kalifornische Softwarefirma ServiceNow mit, dass Bill McDermott zum Ende des Jahres 2019 als Nachfolger von John Donahoe als deren neuer CEO vorgesehen ist.
Mit einer Vergütung von rund 15 Millionen Euro im Jahr 2019 war McDermott einer der bestverdienenden Vorstandschefs eines Dax-Konzerns.

## Mandate in Aufsichtsräten
McDermott hat mehrere Aufsichtsratsmandate: So ist er beispielsweise seit 2005 im Aufsichtsrat von Under Armour, einem US-amerikanischen Sportartikelhersteller für Funktionsbekleidung. Daneben bekleidet er eine Aufsichtsratsposition bei ANSYS, einem US-Softwareentwicklungshaus, das sich auf simulationsgetriebene Produktentwicklung spezialisiert. Er gehört außerdem zum Aufsichtsrat von PAETEC Communications, einem Anbieter von integrierten Kommunikationsdiensten. McDermott ist zudem Mitglied des Beirats der Villanova University im US-Bundesstaat Pennsylvania.

## Soziales Engagement
McDermott setzt sich aktiv für die Gesellschaft ein und macht sich dafür stark, dass Unternehmen ihre soziale Verantwortung wahrnehmen. 2005 wurde McDermott in die US-amerikanische Handelskammer, die mit drei Millionen Mitgliedern weltweit größte Unternehmensvertretung, und in das Chamber Foundation Board gewählt. Im Jahr 2006 erhielt McDermott den Yitzhak Rabin Public Services Award für die Förderung technologischer Innovationen in Israel. 2008 zeichnete ihn City Year Greater Philadelphia als „Idealist des Jahres“ aus und bedankte sich damit für sein vorbildliches Engagement für die Stadt Philadelphia und seine Bürger. Sein soziales Engagement zeigt sich darüber hinaus durch seine Position im nationalen Beirat des US-Hilfsprogramms KIPP („Knowledge is Power Program“), das sozial benachteiligte Kinder auf dem Weg zu einer Hochschulausbildung unterstützt. 

## Privatleben
McDermott wuchs in einfachen Verhältnissen auf. Sein Vater war Instandhaltungselektriker beim New Yorker Stromversorger ConEdison. Er hat einen Bruder und eine Schwester. Sein Großvater väterlicherseits war der Basketballprofispieler Bobby McDermott.
Aus McDermotts Ehe mit Julie gingen zwei Söhne hervor. Er lebt in Villanova (Pennsylvania) und Heidelberg.
Anfang Juli 2015 verlor McDermott nach einem Haushaltsunfall sein linkes Auge. Während der Genesung führte er von außerhalb weiter und kehrte nach dem Unfall im Oktober 2015 erstmals wieder zum SAP-Hauptsitz nach Walldorf zurück.